# John Cook

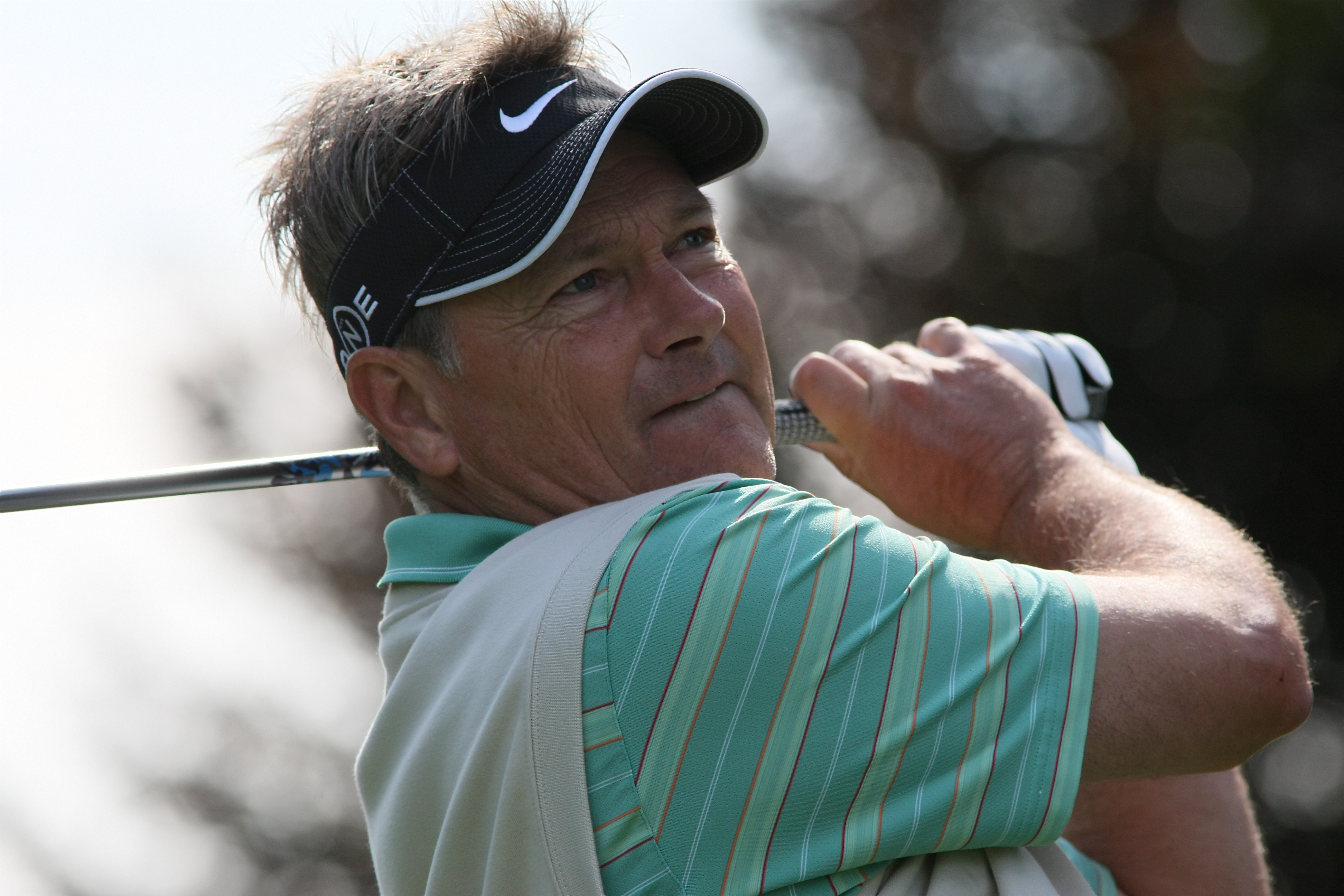
John Cook

John Neuman Cook (Toledo, Ohio, 2 oktober 1957) is een professioneel golfer uit de Verenigde Staten. Hij speelt op de Champions Tour.

## Amateur
Cook groeide in Zuid-Californië op, waar vader Jim Cook werkte en PGA Tour-official was. Hij speelde op school golf en Amerikaans voetbal, maar omdat hij vrij tenger was raadde de coach hem aan zich te concentreren op golf, zodat hij meer kans zou hebben op een studiebeurs. Hij haalde zijn eindexamen in 1975, kreeg een beurs van Ohio State University, en accepteerde die op aanraden van Jack Nicklaus en Tom Weiskopf.
Zijn grootste overwinning als amateur was het Amerikaans Amateur Kampioenschap, waarbij hij Scott Hoch in de finale met 5&4 versloeg. In 1979 speelde hij het nogmaals, daarna werd hij professional.

### Gewonnen
- 1977: Sunnehanna Amateur
- 1978: Amerikaans amateurkampioenschap golf, Northeast Amateur
- 1979: Sunnehanna Amateur, Northeast Amateur, Porter Cup

## Professional
Cook werd in 1979 professional. In 1992 en 1993 stond hij 45 weken in de top-10 van de Official World Golf Ranking. 

Sinds oktober 2007 speelt Cook op de Champions Tour, waar hij zijn tweede toernooi won, slechts 19 dagen na zijn 50ste verjaardag.

### Gewonnen

#### PGA Tour
- 1981: Bing Crosby National Pro-Am -7 (66-71-72=209) na play-off tegen Bobby Clampett, Ben Crenshaw, Hale Irwin en Barney Thompson
- 1983: Canadian Open -7 (68-71-70-68=277) na play-off tegen Johnny Miller
- 1987: The International (11 punten met 'modified stableford')
- 1992: Bob Hope Chrysler Classic (-24) na play-off tegen Rick Fehr, Tom Kite, Mark O'Meara en Gene Sauers
- 1992: United Airlines Hawaiian Open (-23), Las Vegas Invitational (-26)
- 1996: FedEx St. Jude Classic (-26), CVS Charity Classic (-16)
- 1997: Bob Hope Chrysler Classic (-33)
- 1998: GTE Byron Nelson Golf Classic (-15)
- 2001: Reno-Tahoe Open

NB: De Bob Hope Classic en de Las Vegas Invitational bestaan uit 90 holes

#### Elders
- 1982: São Paulo Open
- 1994: Fred Meyer Challenge (with Mark O'Meara)
- 1995: Mexican Open
- 2000: Fred Meyer Challenge (with Mark O'Meara)

#### Champions Tour
- 2007: AT&T Championship (-15)
- 2008: AT&T Championship (-16)
- 2009: Administaff Small Business Classic (-11), Charles Schwab Cup Championship (-22)

### Teams
- World Cup: 1983 gewonnen met Rex Caldwell
- Ryder Cup: 1993